# ارکوین (چالدران)
ارکوین (چالدران)، روستایی از توابع بخش مرکزی شهرستان چالدران در استان آذربایجان غربی ایران است.

## جمعیت
این روستا در دهستان ببه‌جیک قرار دارد و براساس سرشماری مرکز آمار ایران در سال ۱۳۸۵، جمعیت آن ۱۲۲ نفر (۱۸ خانوار) بوده‌است.